# Glossostelma ceciliae
Glossostelma ceciliae är en oleanderväxtart som först beskrevs av Nicholas Edward Brown, och fick sitt nu gällande namn av D.J. Goyder. Glossostelma ceciliae ingår i släktet Glossostelma och familjen oleanderväxter. Inga underarter finns listade i Catalogue of Life.